# Жуниор, Мартинс
Алессандро Пиньейру Мартинс Жуниор (порт. Alessandro Pinheiro Martins Júnior; род. 7 ноября 1999, Сан-Луис) — бразильский футболист, вингер клуба «Кяпаз».

## Карьера

### «Бабрунгас»
В начале 2020 года стал игроком бразильского клуба АБС. Позже футболист также выступал за такие клубы как «Палмейра», «Мараньян» и «Мото Клуб». В марте 2023 года присоединился к литовскому клубу «Бабрунгас». Дебютировал за клуб футболист 25 марта 2022 года в матче против клуба «ФА Шяуляй B», выйдя на поле в стартовом составе. В своём следующем матче 1 апреля 2022 года против клуба «Банга B» футболист отличился дебютным забитым голом. В матче Кубка Литвы 23 апреля 2022 года против клуба «Казлу Руда-Швитурис» футболист отличился забитым дублем. Свой первый хет-трик футболист забил 10 июля 2022 в матче против клуба «Атмосфера». На протяжении всего сезона футболист был одним из ключевых игроков клуба, отличившись 18 забитыми голами во всех турнирах. По окончании сезона футболист покинул литовский клуб.

### «Кяпаз»
В начале 2023 года футболист на правах свободного агента присоединился к азербайджанскому клубу «Кяпаз». Дебютировал за клуб футболист 24 января 2023 года в матче против клуба «Габала», выйдя на поле в стартовом составе и отличившись также дебютным забитым голом. Футболист быстро смог закрепиться в основной команде азербайджанского клуба, на протяжении сезона выступая в роли одного из ключевых игроков, отличившись 3 забитыми голами и 2 результативными передачами во всех турнирах. По итогу дебютного сезона футболист вместе с клубом завершил чемпионат на итоговом предпоследнем месте, сохранив прописку в азербайджанской Премьер-лиге.
Новый сезон футболист начал с матча 6 августа 2023 года против бакинского «Нефтчи», выйдя на поле в стартовом составе. Первым результативным действием за клуб в сезоне футболист отличился 4 ноября 2023 года в матче против клуба «Карабах», отдав голевую передачу. Своим первым в сезоне забитым голом за клуб футболист отличился 22 января 2024 года в матче против клуба «Туран». В матче 9 марта 2024 года против бакинского «Нефтчи» футболист отличился забитым дублем.